# Allen Guevara
Allen Esteban Guevara Zúñiga (Liberia, 16 de abril de 1989) es un jugador costarricense de fútbol. Juega en la posición de mediocampista y su actual equipo es la A.D. San Carlos de la Primera División de Costa Rica.

## Trayectoria
El debut de Allen Guevara en el fútbol profesional se da el 27 de julio de 2008, con el Municipal Liberia, en ese entonces denominado Águilas Guanacastecas. En enero de 2010, se incorporó a préstamo por un torneo a la Asociación Deportiva Guanacasteca. 
Posteriormente y debido a la mala situación económica del club liberiano, la ficha del jugador fue puesta a la venta, con interés del Club Sport Herediano, Elche Club de Fútbol de España y Liga Deportiva Alajuelense, siendo traspasado a este último club.

## Selección nacional
Guevara fue parte del equipo nacional que participó en la Copa Mundial Sub-20 de 2009, realizada en Egipto, donde alcanzó las semifinales.
También fue convocado para algunos encuentros de la eliminatoria rumbo a la Copa Mundial de Fútbol de 2014, realizada en Brasil, aunque no fue llevado al torneo final.

#### Participaciones en Copas del Mundo
| Mundial                     | Sede   | Resultado    |
| --------------------------- | ------ | ------------ |
| Copa Mundial Sub-20 de 2009 | Egipto | Cuarto Lugar |

## Clubes
| Club              | País       | Año             |
| ----------------- | ---------- | --------------- |
| Municipal Liberia | Costa Rica | 2008-2009       |
| A.D. Guanacasteca | Costa Rica | 2010            |
| L.D. Alajuelense  | Costa Rica | 2010-2019       |
| C.S. Cartaginés   | Costa Rica | 2020-2025       |
| A.D. San Carlos   | Costa Rica | 2025-Actualidad |

## Palmarés

### Títulos nacionales
| Título                         | Club              | País       | Año  |
| ------------------------------ | ----------------- | ---------- | ---- |
| Primera División de Costa Rica | Municipal Liberia | Costa Rica | 2009 |
| Primera División de Costa Rica | L. D. Alajuelense | Costa Rica | 2010 |
| Primera División de Costa Rica | L. D. Alajuelense | Costa Rica | 2011 |
| Primera División de Costa Rica | L. D. Alajuelense | Costa Rica | 2011 |
| Supercopa de Costa Rica        | L. D. Alajuelense | Costa Rica | 2012 |
| Primera División de Costa Rica | L. D. Alajuelense | Costa Rica | 2012 |
| Primera División de Costa Rica | L. D. Alajuelense | Costa Rica | 2013 |
| Primera División de Costa Rica | C. S. Cartaginés  | Costa Rica | 2022 |
| Torneo de Copa de Costa Rica   | C. S. Cartaginés  | Costa Rica | 2022 |

### Títulos internacionales
| Título               | Equipo                  | País       | Año  |
| -------------------- | ----------------------- | ---------- | ---- |
| Copa Centroamericana | Selección de Costa Rica | Costa Rica | 2013 |

### Distinciones individuales
| Distinción                                                | Año  |
| --------------------------------------------------------- | ---- |
| 500 partidos disputados en Primera División de Costa Rica | 2022 |